# World Marathon Majors
 (mars 2022).
Les World Marathon Majors (WMM) sont une sélection parmi les compétitions internationales d'athlétisme créée en 2006 et regroupant les courses majeures annuelles de marathon. Elle comprend le marathon de Berlin, de Boston, de Chicago, de Londres, de New York, puis de Tokyo en 2013, et Sydney en 2025. Par ailleurs, deux autres courses s'ajoutent occasionnellement au calendrier, le marathon des Championnats du monde d'athlétisme disputé tous les deux ans, et le marathon des Jeux olympiques disputé tous les quatre ans. Un classement est déterminé par des points attribués lors de chaque course en fonction de la place obtenue. Depuis 2015,  la compétition est sponsorisée par Abbott.
À la fin de chaque saison, les vainqueurs (homme et femme) reçoivent chacun 500 000 dollars américains, ce qui fait un total d'1 million en termes de dotation.
L'édition 2020 est fortement perturbée par les interdictions de rassemblements de masse, en raison de la pandémie de coronavirus : ainsi, les épreuves de Boston, de Berlin et de New York sont annulées tandis que Londres est reportée.

## Calendrier
| Épreuve              | Pays        | Date           |
| -------------------- | ----------- | -------------- |
| Marathon de Tokyo    | Japon       | fin février    |
| Marathon de Boston   | États-Unis  | mi-avril       |
| Marathon de Londres  | Royaume-Uni | fin avril      |
| Marathon de Sydney   | Australie   | fin août       |
| Marathon de Berlin   | Allemagne   | fin septembre  |
| Marathon de Chicago  | États-Unis  | mi-octobre     |
| Marathon de New York | États-Unis  | début novembre |

### Calendrier détaillé
| Année | Tokyo                        | Boston          | Londres            | Sydney                       | Berlin              | Chicago           | New York            |                                   | Championnats du monde              | Jeux olympiques |
| ----- | ---------------------------- | --------------- | ------------------ | ---------------------------- | ------------------- | ----------------- | ------------------- | --------------------------------- | ---------------------------------- | --------------- |
| 2006  | Pas tenu                     | 17 avril        | 23 avril           | Ne faisant pas partie du WMM | 24 septembre        | 22 octobre        | 5 novembre          | Pas tenus                         | Pas tenu                           |                 |
| 2007  | Ne faisant pas partie du WMM | 16 avril        | 22 avril           | Ne faisant pas partie du WMM | 30 septembre        | 7 octobre         | 4 novembre          | 25 août / 2 septembre (Osaka)     | Pas tenus                          |                 |
| 2008  | Ne faisant pas partie du WMM | 21 avril        | 13 avril           | Ne faisant pas partie du WMM | 28 septembre        | 12 octobre        | 2 novembre          | Pas tenus                         | 24 août / 17 août (Pékin)          |                 |
| 2009  | Ne faisant pas partie du WMM | 20 avril        | 26 avril           | Ne faisant pas partie du WMM | 20 septembre        | 11 octobre        | 1er novembre        | 22 août / 23 août (Berlin)        | Pas tenus                          |                 |
| 2010  | Ne faisant pas partie du WMM | 19 avril        | 25 avril           | Ne faisant pas partie du WMM | 26 septembre        | 10 octobre        | 7 novembre          | Pas tenus                         | Pas tenus                          |                 |
| 2011  | Ne faisant pas partie du WMM | 18 avril        | 17 avril           | Ne faisant pas partie du WMM | 25 septembre        | 9 octobre         | 6 novembre          | 4 septembre / 27 août (Daegu)     | Pas tenus                          |                 |
| 2012  | Ne faisant pas partie du WMM | 16 avril        | 22 avril           | Ne faisant pas partie du WMM | 30 septembre        | 7 octobre         | Annulé              | Pas tenus                         | 12 août / 5 août (Londres)         |                 |
| 2013  | 24 février                   | 15 avril        | 21 avril           | Ne faisant pas partie du WMM | 29 septembre        | 13 octobre        | 3 novembre          | 17 août / 10 août (Moscou)        | Pas tenus                          |                 |
| 2014  | 23 février                   | 21 avril        | 13 avril           | Ne faisant pas partie du WMM | 28 septembre        | 12 octobre        | 2 novembre          | Pas tenus                         | Pas tenus                          |                 |
| 2015  | 22 février                   | 20 avril        | 26 avril           | Ne faisant pas partie du WMM | 27 septembre        | 11 octobre        | 1er novembre        | 22 août / 30 août (Pékin)         | Pas tenus                          |                 |
| 2016  | 28 février                   | 18 avril        | 24 avril           | Ne faisant pas partie du WMM | 25 septembre        | 9 octobre         | 6 novembre          | Pas tenus                         | 21 août / 14 août (Rio de Janeiro) |                 |
| 2017  | 28 février                   | 17 avril        | 23 avril           | Ne faisant pas partie du WMM | 24 septembre        | 8 octobre         | 5 novembre          | 6 août / 6 août (Londres)         | Pas tenus                          |                 |
| 2018  | 25 février                   | 16 avril        | 22 avril           | Ne faisant pas partie du WMM | 16 septembre        | 7 octobre         | 4 novembre          | Pas tenus                         | Pas tenus                          |                 |
| 2019  | 3 mars                       | 15 avril        | 28 avril           | Ne faisant pas partie du WMM | 29 septembre        | 13 octobre        | 3 novembre          | 6 octobre / 28 septembre (Doha)   | Pas tenus                          |                 |
| 2020  | 1er mars                     | 20 avril Annulé | 26 avril 4 octobre | Ne faisant pas partie du WMM | 27 septembre Annulé | 11 octobre Annulé | 1er novembre Annulé | Pas tenus                         | Reportés à 2021                    |                 |
| 2021  | 17 octobre                   | 11 octobre      | 3 octobre          | Ne faisant pas partie du WMM | 26 septembre        | 10 octobre        | 7 novembre          | Pas tenus                         | 8 / 7 août (Sapporo)               |                 |
| 2022  | 6 mars                       | 18 avril        | 2 octobre          | Ne faisant pas partie du WMM | 25 septembre        | 9 octobre         | 6 novembre          | 17 / 18 juillet (Eugene - Oregon) | Pas tenus                          |                 |
| 2023  | 5 mars                       | 17 avril        | 23 avril           | Ne faisant pas partie du WMM | 24 septembre        | 8 octobre         | 5 novembre          | 26 / 27 août (Budapest)           | Pas tenus                          |                 |
| 2024  | 3 mars                       | 15 avril        | 21 avril           | Ne faisant pas partie du WMM | 29 septembre        | 13 octobre        | 3 novembre          | Pas tenus                         | 10 / 11 août (Paris)               |                 |
| 2025  | 2 mars                       | 21 avril        | 27 avril           | 31 août                      | 21 septembre        | 12 octobre        | 2 novembre          | 20 / 21 septembre (Tokyo)         | Pas tenus                          |                 |

## Format de compétition
Les points sont attribués uniquement aux athlètes classés parmi les cinq premiers d'une épreuve. Le vainqueur remporte 25 points, le deuxième 16 points, le troisième 9 points, le quatrième 4 points, et enfin le cinquième 1 point. Seuls les 2 meilleurs résultats de chaque athlète sur une saison sont comptabilisés (pour un maximum de 50 points).
La saison se déroule à cheval sur 2 années civiles puisque l'épreuve finale (par exemple le marathon de Londres 2018) est l'édition suivante de l'épreuve d'ouverture de la saison (marathon de Londres 2017). Ainsi une saison comprend une édition de chaque épreuve plus une seconde édition de l'épreuve inaugurale. Ce fonctionnement permet une alternance de l'épreuve accueillant la fin de saison et donc la remise du prix.

## Palmarès
| Saison    | Série | Hommes           | Femmes                                |
| --------- | ----- | ---------------- | ------------------------------------- |
| 2006-2007 | I     | Robert Cheruiyot | Gete Wami                             |
| 2007-2008 | II    | Martin Lel       | Irina Mikitenko                       |
| 2008-2009 | III   | Samuel Wanjiru   | Irina Mikitenko                       |
| 2009-2010 | IV    | Samuel Wanjiru   | Irina Mikitenko                       |
| 2010-2011 | V     | Emmanuel Mutai   | Edna Kiplagat                         |
| 2011-2012 | VI    | Geoffrey Mutai   | Mary Keitany                          |
| 2012-2013 | VII   | Tsegaye Kebede   | Priscah Jeptoo                        |
| 2013-2014 | VIII  | Wilson Kipsang   | Rita Jeptoo                           |
| 2015-2016 | IX    | Eliud Kipchoge   | Mary Keitany                          |
| 2016-2017 | X     | Eliud Kipchoge   | Jemima Sumgong                        |
| 2017-2018 | XI    | Eliud Kipchoge   | Mary Keitany                          |
| 2018-2019 | XII   | Eliud Kipchoge   | Brigid Kosgei                         |
| 2019-2021 | XIII  | Albert Korir     | Peres Jepchirchir Joyciline Jepkosgei |
| 2021-2022 | XIV   | Eliud Kipchoge   | Gotytom Gebreslase                    |
| 2022-2023 | XV    | Kelvin Kiptum    | Sifan Hassan                          |

### Palmarès détaillé

#### Hommes
| Année | Tokyo                        | Boston                          | Londres                 | Berlin                   | Chicago                         | New York                            | Championnats du monde (Ch) ou Jeux olympiques (JO) |
| ----- | ---------------------------- | ------------------------------- | ----------------------- | ------------------------ | ------------------------------- | ----------------------------------- | -------------------------------------------------- |
| 2006  | Pas tenu                     | Robert Kipkoech Cheruiyot (1/5) | Felix Limo              | Haile Gebrselassie (1/4) | Robert Kipkoech Cheruiyot (2/5) | Marilson Gomes dos Santos (1/2)     | Pas tenus                                          |
| 2007  | Ne faisant pas partie du WMM | Robert Kipkoech Cheruiyot (3/5) | Martin Lel (1/3)        | Haile Gebrselassie (2/4) | Patrick Ivuti                   | Martin Lel (2/3)                    | Luke Kibet (Osaka) Ch                              |
| 2008  | Ne faisant pas partie du WMM | Robert Kipkoech Cheruiyot (4/5) | Martin Lel (3/3)        | Haile Gebrselassie (3/4) | Evans Cheruiyot                 | Marilson Gomes dos Santos (2/2)     | Samuel Wanjiru (Pékin) JO (1/4)                    |
| 2009  | Ne faisant pas partie du WMM | Deriba Merga                    | Samuel Wanjiru (2/4)    | Haile Gebrselassie (4/4) | Samuel Wanjiru (3/4)            | Meb Keflezighi (1/2)                | Abel Kirui (Berlin) Ch (1/2)                       |
| 2010  | Ne faisant pas partie du WMM | Robert Kipkoech Cheruiyot (5/5) | Tsegaye Kebede (1/3)    | Patrick Makau (1/2)      | Samuel Wanjiru (4/4)            | Gebregziabher Gebremariam           | Pas tenus                                          |
| 2011  | Ne faisant pas partie du WMM | Geoffrey Mutai (1/4)            | Emmanuel Mutai          | Patrick Makau (2/2)      | Moses Mosop                     | Geoffrey Mutai (2/4)                | Abel Kirui (Daegu) Ch (2/2)                        |
| 2012  | Ne faisant pas partie du WMM | Wesley Korir                    | Wilson Kipsang (1/5)    | Geoffrey Mutai (3/4)     | Tsegaye Kebede (2/3)            | Annulé en raison de l'ouragan Sandy | Stephen Kiprotich (Londres) JO (1/2)               |
| 2013  | Dennis Kimetto (1/3)         | Lelisa Desisa (1/4)             | Tsegaye Kebede (3/3)    | Wilson Kipsang (2/5)     | Dennis Kimetto (2/3)            | Geoffrey Mutai (4/4)                | Stephen Kiprotich (Moscou) Ch (2/2)                |
| 2014  | Dickson Chumba (1/3)         | Meb Keflezighi (2/2)            | Wilson Kipsang (3/5)    | Dennis Kimetto (3/3)     | Eliud Kipchoge (1/13)           | Wilson Kipsang (4/5)                | Pas tenus                                          |
| 2015  | Endeshaw Negesse             | Lelisa Desisa (2/4)             | Eliud Kipchoge (2/13)   | Eliud Kipchoge (3/13)    | Dickson Chumba (2/3)            | Stanley Biwott                      | Ghirmay Ghebreslassie (Pékin) Ch                   |
| 2016  | Feyisa Lilesa                | Lemi Berhanu Hayle              | Eliud Kipchoge (4/13)   | Kenenisa Bekele (1/2)    | Abel Kirui                      | Ghirmay Ghebreslassie               | Eliud Kipchoge (Rio de Janeiro) JO (5/13)          |
| 2017  | Wilson Kipsang (5/5)         | Geoffrey Kirui (1/2)            | Daniel Wanjiru          | Eliud Kipchoge (6/13)    | Galen Rupp                      | Geoffrey Kamworor                   | Geoffrey Kirui (Londres) Ch (2/2)                  |
| 2018  | Dickson Chumba (3/3)         | Yuki Kawauchi                   | Eliud Kipchoge (7/13)   | Eliud Kipchoge (8/13)    | Mohamed Farah                   | Lelisa Desisa (3/4)                 | Pas tenus                                          |
| 2019  | Birhanu Legese (1/2)         | Lawrence Cherono (1/2)          | Eliud Kipchoge (9/13)   | Kenenisa Bekele (2/2)    | Lawrence Cherono (2/2)          | Geoffrey Kamworor                   | Lelisa Desisa (Doha) Ch (4/4)                      |
| 2020  | Birhanu Legese (2/2)         | Annulé (COVID)                  | Shura Kitata            | Annulé (COVID)           | Annulé (COVID)                  | Annulé (COVID)                      | JO reportés en 2021                                |
| 2021  | Eliud Kipchoge (10/13)       | Benson Kipruto (1/3)            | Sisay Lemma (1/2)       | Guye Adola               | Seifu Tura Abdiwak              | Albert Korir                        | Eliud Kipchoge (Sapporo) JO (11/13)                |
| 2022  | Non disputé                  | Evans Chebet (1/3)              | Amos Kipruto            | Eliud Kipchoge (12/13)   | Benson Kipruto (2/3)            | Evans Chebet (2/3)                  | Tamirat Tola (Eugene) Ch (1/3)                     |
| 2023  | Deso Gelmisa                 | Evans Chebet (3/3)              | Kelvin Kiptum (1/2)     | Eliud Kipchoge (13/13)   | Kelvin Kiptum (2/2)             | Tamirat Tola (2/3)                  | Victor Kiplangat (Budapest) Ch                     |
| 2024  | Benson Kipruto (3/3)         | Sisay Lemma (2/2)               | Alexander Mutiso Munyao | Milkesa Mengesha         | John Korir                      | Abdi Nageeye                        | Tamirat Tola (Paris) JO (3/3)                      |

#### Femmes
| Année | Tokyo                        | Boston                  | Londres                   | Berlin                   | Chicago                 | New York                            | Championnats du monde (Ch) ou Jeux olympiques (JO) |
| ----- | ---------------------------- | ----------------------- | ------------------------- | ------------------------ | ----------------------- | ----------------------------------- | -------------------------------------------------- |
| 2006  | Pas tenu                     | Rita Jeptoo (1/3)       | Deena Kastor              | Gete Wami (1/2)          | Berhane Adere (1/2)     | Jelena Prokopcuka                   | Pas tenus                                          |
| 2007  | Ne faisant pas partie du WMM | Lidiya Grigoryeva (1/2) | Zhou Chunxiu              | Gete Wami (2/2)          | Berhane Adere (2/2)     | Paula Radcliffe (1/2)               | Catherine Ndereba (Osaka) Ch                       |
| 2008  | Ne faisant pas partie du WMM | Dire Tune               | Irina Mikitenko (1/4)     | Irina Mikitenko (2/4)    | Lidiya Grigoryeva (2/2) | Paula Radcliffe (2/2)               | Constantina Tomescu (Pékin) JO                     |
| 2009  | Ne faisant pas partie du WMM | Salina Kosgei           | Irina Mikitenko (3/4)     | Atsede Habtamu           | Irina Mikitenko (4/4)   | Derartu Tulu                        | Bai Xue (Berlin) Ch                                |
| 2010  | Ne faisant pas partie du WMM | Teyba Erkesso           | Aselefech Mergia          | Aberu Kebede (1/4)       | Atsede Baysa (1/3)      | Edna Kiplagat (1/5)                 | Pas tenus                                          |
| 2011  | Ne faisant pas partie du WMM | Caroline Kilel          | Mary Keitany (1/7)        | Florence Kiplagat (1/4)  | Ejegayehu Dibaba        | Firehiwot Dado                      | Edna Kiplagat (Daegu) Ch (2/5)                     |
| 2012  | Ne faisant pas partie du WMM | Sharon Cherop           | Mary Keitany (2/7)        | Aberu Kebede (2/4)       | Atsede Baysa (2/3)      | Annulé en raison de l'ouragan Sandy | Tiki Gelana (Londres) JO                           |
| 2013  | Aberu Kebede (3/4)           | Rita Jeptoo (2/3)       | Priscah Jeptoo (1/2)      | Florence Kiplagat (2/4)  | Rita Jeptoo (3/3)       | Priscah Jeptoo (2/2)                | Edna Kiplagat (Moscou) Ch (3/5)                    |
| 2014  | Tirfi Tsegaye (1/2)          | Bizunesh Deba           | Edna Kiplagat (4/5)       | Tirfi Tsegaye (2/2)      | Mare Dibaba (1/2)       | Mary Keitany (3/7)                  | Pas tenus                                          |
| 2015  | Birhane Dibaba (1/2)         | Caroline Rotich         | Tigist Tufa               | Gladys Cherono (1/3)     | Florence Kiplagat (3/4) | Mary Keitany (4/7)                  | Mare Dibaba (Pékin) Ch (2/2)                       |
| 2016  | Helah Kiprop                 | Atsede Baysa (3/3)      | Jemima Sumgong            | Aberu Kebede (4/4)       | Florence Kiplagat (4/4) | Mary Keitany (5/7)                  | Jemima Sumgong (Rio de Janeiro) JO                 |
| 2017  | Sarah Chepchirchir           | Edna Kiplagat (5/5)     | Mary Keitany (6/7)        | Gladys Cherono (2/2)     | Tirunesh Dibaba         | Shalane Flanagan                    | Rose Chelimo (Londres) Ch                          |
| 2018  | Birhane Dibaba (2/2)         | Desiree Linden          | Vivian Cheruiyot          | Gladys Cherono (3/3)     | Brigid Kosgei (1/5)     | Mary Keitany (7/7)                  | Pas tenus                                          |
| 2019  | Ruti Aga                     | Worknesh Degefa         | Brigid Kosgei (2/5)       | Ashete Bekere            | Brigid Kosgei (3/5)     | Joyciline Jepkosgei (1/2)           | Ruth Chepngetich (Doha) Ch (1/4)                   |
| 2020  | Lonah Chemtai Salpeter       | Annulé                  | Brigid Kosgei (4/5)       | Annulé                   | Annulé                  | Annulé                              | JO reportés en 2021                                |
| 2021  | Brigid Kosgei (5/5)          | Diana Kipyokei          | Joyciline Jepkosgei (2/2) | Gotytom Gebreslase (1/2) | Ruth Chepngetich (2/4)  | Peres Jepchirchir (2/4)             | Peres Jepchirchir (Sapporo) JO (1/4)               |
| 2022  | Non disputé                  | Peres Jepchirchir (3/4) | Yalemzerf Yehualaw        | Tigist Assefa (1/2)      | Ruth Chepngetich (3/4)  | Sharon Lokedi                       | Gotytom Gebreslase (Eugene) Ch (2/2)               |
| 2023  | Rosemary Wanjiru             | Hellen Obiri (1/3)      | Sifan Hassan (1/3)        | Tigist Assefa (2/2)      | Sifan Hassan (2/3)      | Hellen Obiri (2/3)                  | Amane Beriso (Budapest) Ch                         |
| 2024  | Sutume Asefa Kebede          | Hellen Obiri (3/3)      | Peres Jepchirchir (4/4)   | Tigist Ketema            | Ruth Chepngetich (4/4)  | Sheila Chepkirui                    | Sifan Hassan (Paris) JO (3/3)                      |

## Records
- Plus grand nombre de victoires – 13, Eliud Kipchoge (hommes) ; 7, Mary Keitany (femmes).
- Plus grand nombre de compétitions avec points – 13, Tsegaye Kebede et Wilson Kipsang (hommes) ; 14, Edna Kiplagat, Mary Keitany (femmes).
- Plus de points marqués – 240, Eliud Kipchoge (hommes) ; 234, Mary Keitany (femmes).
- Plus jeune vainqueur – 20 ans et 281 jours, Ghirmay Ghebreslassie (hommes) ; 20 ans et 253 jours, Xue Bai (femmes).
- Plus jeune marqueur de points – 18 ans et 302 jours, Tsegaye Mekonnen (hommes) ; 19 ans et 233 jours, Ayaka Fujimoto (femmes).
- Plus vieux vainqueur – 38 ans et 350 jours, Meb Keflezighi (hommes) ; 38 ans et 207 jours, Constantina Diță (femmes).
- Plus vieux marqueur de points – 41 ans et 4 jours, Ruggero Pertile (hommes) ; 41 ans et 99 jours, Krista DuChene (femmes).
- Pays avec le plus grand nombre de victoires – 52, Kenya (hommes) ; 35, Kenya (femmes).